# Casa Dançante
Casa dançante vista da ponte
A Casa Dançante (em checo Tančící dům) é um prédio de escritórios no centro de Praga, na República Checa. Ela foi desenhada pelo arquiteto Vlado Milunić, em cooperação com o arquiteto canadense Frank Gehry em uma área ribeirinha vazia na qual havia um prédio que foi destruído durante o Bombardeio de Praga, em 1945. A construção iniciou em 1994 e terminou em 1996.

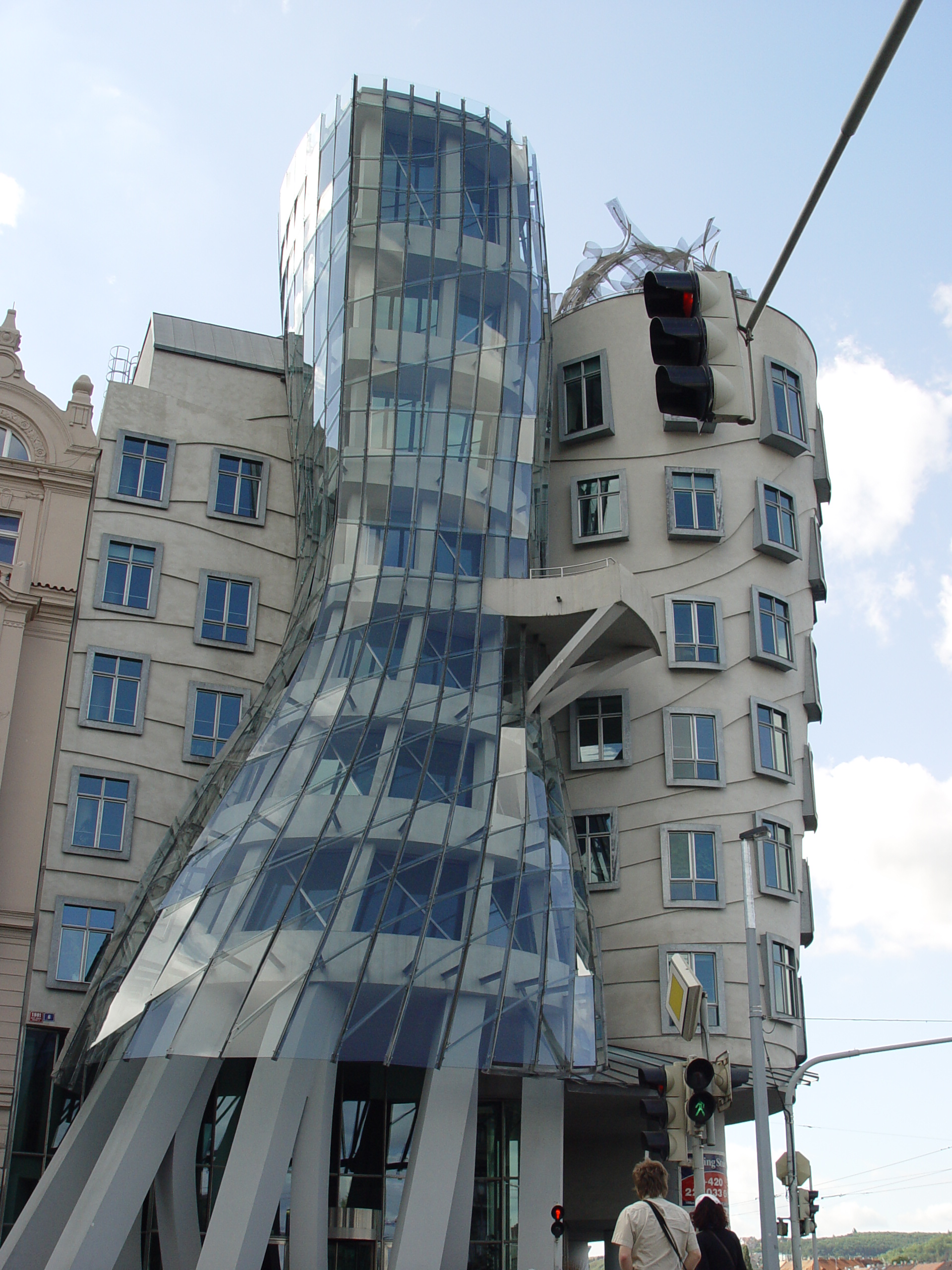
Vista Lateral

O estilo não tradicional era muito controverso na época. O presidente checo Václav Havel, que viveu próximo por décadas apoiou o projeto, esperando que o prédio se tornasse um centro de atividades culturais.
Originalmente chamada Fred e Ginger (Fred Astaire e Ginger Rogers - a casa lembra vagamente um par de dançarinos) a casa se situa entre os prédios neobarroco, neogótico e art nouveau pelos quais Praga é famosa.

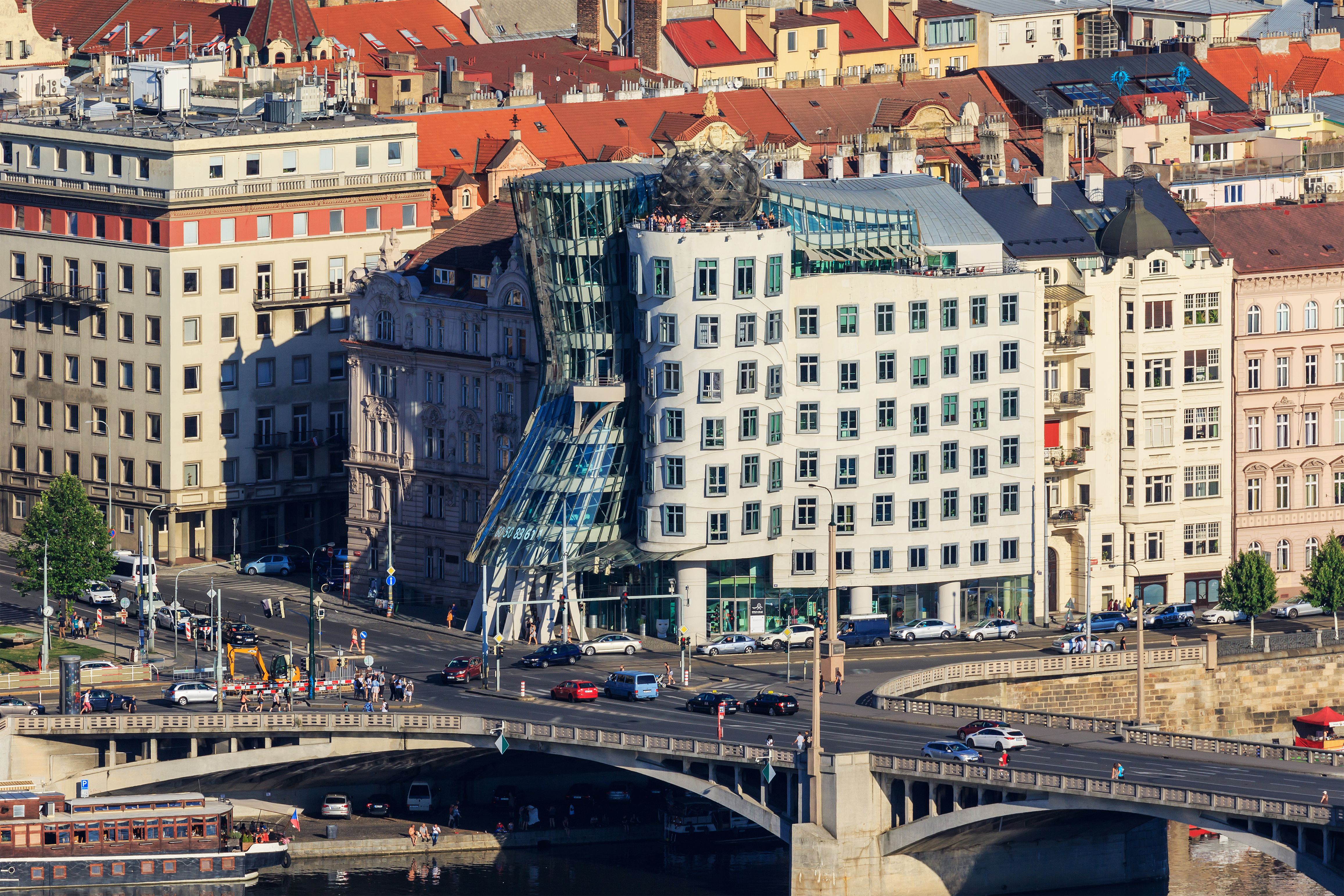
Vizinhança

Na cobertura existe um restaurante francês com vistas magníficas da cidade. Os planos de se tornar um centro cultural não se realizaram. Hoje é um prédio comercial com firmas multinacionais. Como é situado em uma rua bastante movimentada, o prédio depende de circulação forçada de ar, fazendo com que o interior fique menos agradável aos ocupantes.[carece de fontes?]
O edifício possui dois corpos, um com 99 painéis de concreto, recoberto por vidro temperado; e o segundo corpo, que parece envolver o primeiro, o que inspirou o nome de Fred e Ginger, pois a construção se assemelha a um passo de dança.
A construção abriga atualmente escritórios da empresa de seguros Nationale Nederlander, além de um hotel e um restaurante.